# Železniční trať Louky nad Olší – Doubrava – Bohumín
Trať Louky nad Olší – Doubrava – Bohumín je železniční trať o délce 24,8 km, která je původní součástí Košicko-bohumínské dráhy (KBD). Vlastníkem a provozovatelem dráhy na této trati je společnost PKP Cargo International.

## Historie
Trať z Louk nad Olší přes Doubravu do Bohumína byla součástí úseku Český Těšín – Bohumín, který byl dán do provozu 1. února 1869 (jako první úsek v rámci KBD).
V letech 1955 až 1963 byla vybudována nová trať v úseku Dětmarovice – Louky nad Olší, na které byl zahájen provoz 26. května 1963. Původní trať přes Doubravu tak byla osobními vlaky opuštěna a dále sloužila pouze nákladní dopravě, především pro uhelné vlaky obsluhující doly v okolí trati, s předěláním na vlečku také pozbyla na významu druhá kolej. I po zastavení osobní dopravy zůstala trať nejdříve ve správě Československých státních drah, ale od 1. ledna 1968 přešel úsek Louky nad Olší – Doubrava do rukou OKR-Dopravy, úsek Doubrava – Bohumín pak až k 1. lednu 1988. Od 25. listopadu 2019 je zastaven provoz v úseku mezi odbočkou Rychvald a Bohumínem. Vypnutím zabezpečovacího zařízení byla 1. prosince 2022 zrušena odbočka Rychvald.